# Gabriel de Francheville
Pour les articles homonymes, voir Francheville.
Gabriel-Vincent-Toussaint, comte de Francheville du Pelinec, est un militaire et homme politique français né le 14 octobre 1778 à Guérande (Bretagne) et décédé le 19 avril 1849 à Vannes (Morbihan).

## Biographie
Issu d'une vieille famille de noblesse bretonne de robe et d'épée, son père, Toussaint de Francheville du Pelinec, un ancien officier de marine, lance l'insurrection royaliste dans la basse Bretagne en 1791. Gabriel de Francheville du Pelinec sert à 17 ans dans l'armée vendéenne, et se battit en 1815 à Auray. Il passa officier de la garde royale en 1815 (seconde Restauration), major au 3e régiment d'infanterie de la garde royale en 1821 et fut promu colonel au 3e léger en 1824. 
Il fut élu, le 23 juin 1830, député du 1er arrondissement du Morbihan (Vannes). Après la Révolution de Juillet, il prêta serment au gouvernement de Louis-Philippe. Aux élections de 1831, il ne fut pas réélu député.
Il se retira dans ses propriétés du Morbihan. Membre de la "Société séricole pour l'amélioration et la propagation de la soie en France", il s'intéressa dans la décennie 1840 au développement de la culture du mûrier et de l'élevage des vers à soie dans sa propriété du château de Truscat en Sarzeau ; mais cette tentative resta au stade expérimental. 
Le 9 février 1838, il fut admis à la retraite comme colonel d'infanterie.
Il se maria le 17 février 1801 avec Louise Bouczo du Ronguêt. De leur union naquirent trois fils et une fille : Amédée, Ernest, Jules et Émilienne.
Il est inhumé au cimetière de Bois-Moreau à Vannes.

## Distinctions
- Chevalier de la Légion d'honneur (25 avril 1821)[1]
- Chevalier de l'ordre royal et militaire de Saint-Louis (10 octobre 1829)